# OTO Melara R2.5 Gorgona
La OTO Melara R2.5 Gorgona era un'autoblindo leggera o automobile blindata sviluppata privatamente dalla OTO Melara e presentata nel 1982.

## Sviluppo
Negli anni ottanta, l'azienda OTO Melara stava studiando attivamente le prospettive di mercato dei veicoli blindati leggeri. Il risultato di questi lavori furono due progetti basati sul medesimo pianale, adatti all'uso nelle forze di polizia e nelle forze armate: la R2.5 Gorgona e la R3 Capraia. I nuovi veicoli presentavano una serie di vantaggi rispetto alla tecnologia esistente, motivo per cui si riteneva che potessero interessare un'ampia gamma di potenziali clienti.
La Gorgona venne presentata nel 1982. I livelli di protezione e prestazioni erano quelle tipiche di mezzi blindati leggeri di polizia e forze armate, ma il mezzo attirava l'attenzione per l'aspetto. I progettisti avevano infatti creato un veicolo da combattimento con l'aspetto e l'impostazione di una berlina.
La Gorgona veniva offerta in due versioni, Command e Combat, che furono sperimentate da Polizia di Stato, Arma dei Carabinieri ed Esercito Italiano. Il mezzo venne acquistato in piccoli lotti dall'Arabia Saudita e dall'Oman.
Nel 1994 venne testata una versione a controllo remoto tramite radiocomando, denominata R2.5 Robotized System.

## Tecnica
Lo scafo della Gorgona era in piastre di alluminio saldato spesse 15 mm, con parabrezza e finestrini in vetro antiproiettile spesso 32 mm, con protezione equivalente alle piastre d'alluminio contro proiettili da 7,62 × 51 mm NATO. Un vano di trasporto era contenuto sotto il cofano anteriore; sulla parte anteriore del telaio era installato un verricello elettrico da 2.000 kg di portata. Nel vano di trasporto e combattimento centrale trovavano posto anteriormente il conduttore e il capomacchina e posteriormente altri due uomini; ognuno dei quattro membri dell'equipaggio accedeva da un portello dotato di finestrino elettrico blindato. Il vano motore posteriore conteneva il propulsore e la trasmissione automatica. L'olio motore era raffreddato da uno scambiatore ad acqua e due radiatori posteriori dotati di due ventole. La trasmissione automatica era accoppiata ad un cambio a due velocità a trazione integrale permanente, con doppio differenziale bloccabile. L'impianto elettrico a 24 Volt era alimentato da un generatore da 1.200 Watt e due batterie da 90 Ah. Le dotazioni standard comprendevano pneumatici runflat, aria condizionata, servosterzo e volante regolabile.
Il veicolo era completamente anfibio, propulso dal movimento delle ruote, con le anteriori che fungevano da timone. Come equipaggiamento opzionale era fornito un sistema di propulsione a idrogetto, oltre che un sistema di pressurizzazione e filtraggio dell'aria e sistema di guida notturno infrarossi.
La versione Combat differiva dalla Command per la presenza sul tettuccio di una mitragliatrice 7,62 mm o 12,7 mm NATO comandata dall'interno.